# پشت‌آبی پالاوان
پشت‌آبی پالاوان یا پری‌آبی پالاوان (نام علمی: Irena tweeddalii) گونه‌ای از پرندگان خانواده پشت‌آبی (Irenidae) و بومی جزیره پالاوان در فیلیپین است.
زیستگاه‌های طبیعی آن جنگل‌های جلگه‌ای نمناک نیمه‌گرمسیری یا گرمسیری و جنگل‌های کوهستانی نمناک نیمه‌گرمسیری یا گرمسیری است.